# Wim van Fessem
Wilhelmus Michael Maria (Wim) van Fessem (Breda, 5 augustus 1949) was van 3 juni 2003 tot 30 november 2006 lid van de Tweede Kamer namens het CDA. Hij was eerder lid van 26 juli 2002 tot 30 januari 2003. Het rooms-katholieke Kamerlid is woonachtig in Breda. Sinds 1 juli 1983 is hij lid van het CDA.
Van Fessem was onder meer officier van justitie en wethouder van Breda. Hij hield zich als Kamerlid onder meer bezig met justitie en binnenlandse zaken.

## Opleiding
Na de R.K. lagere school te Breda volgde Van Fessem gymnasium-a aan het R.K. Onze Lieve Vrouwelyceum te Breda van 1961 tot 1968. Hierna studeerde hij strafrecht, van 1968 tot 1974, aan de Katholieke Economische Hogeschool te Tilburg. Vervolgens studeerde hij nog van 1975 tot 1978 fiscaal recht aan de Rijksuniversiteit Leiden.

## Loopbaan
| periode                              | functie                                                                |
| ------------------------------------ | ---------------------------------------------------------------------- |
| mei 1974 tot augustus 1975           | dienstplichtig militair (soldaat I) Kon. Landmacht (verbindingsdienst) |
| 1977 tot 1982                        | inspecteur Directe Belastingen te Dordrecht en Rotterdam               |
| 1982 tot 1986                        | staffunctionaris Arrondissementsparket te Breda                        |
| 1982 tot 1985                        | docent belastingrecht H.B.O. (thans Fontyns) te Tilburg                |
| 1 april 1990 tot 1 januari 1997      | lid gemeenteraad van Breda                                             |
| 21 september 1992 tot december 1994  | wethouder (van cultuur, economische zaken en onderwijs) van Breda      |
| 1995 tot 1998                        | Officier van Justitie (milieu en economische delicten) te Breda        |
| vanaf 1998                           | gebiedsofficier van Justitie, district Tilburg                         |
| 26 juli 2002 tot 30 januari 2003     | lid Tweede Kamer der Staten-Generaal                                   |
| van 3 juni 2003 tot 30 november 2006 | lid Tweede Kamer der Staten-Generaal                                   |

Daarna was hij advocaat-generaal bij openbaar ministerie te 's-Gravenhage, van november 2008 tot augustus 2014 en plaatsvervangend officier van justitie, Rechtbank Zeeland-West-Brabant te Breda, van 2014 tot 2019. Hij was toen al gedeeltelijk met pensioen.
Hiernaast was hij van 1984 tot 1987 secretaris van het CDA, afdeling Breda en van 1990 tot 1992 fractievoorzitter van het CDA in de Breda'se gemeenteraad. Naast zijn huidige parlementaire werkzaamheden houdt dhr van Fessem er ook een aantal nevenfuncties op na:
- Lid Raad van Toezicht Stichting Gebouw F. te Breda (architectuur)
- Lid Raad van Toezicht Vertizontaal te Breda (welzijn)
- Voorzitter Stichting Brabant Muziek
- Lid Raad van Toezicht Steunstichting Baroniecollege
- Lid College van Gedelegeerden der Vereniging Vrienden van Chass
- Voorzitter van het genootschap SPQB

Van 1996 tot 2002 was hij tevens gastdocent bij de Nederlandse Politie Academie te Apeldoorn en van 1999 tot 2002 bij SSR te Zutphen. Van 1 januari 2002 tot juli 2002 wat hij columnist bij het weekblad "Stadsblad in het weekend".